# Теодосий Ганчов
Теодосий (Точо) Ганчов (на гръцки: Θεοδόσιος, Τότσκας, Τότσης Γιάντσιος, Теодосиос, Точо Ганциос) е гръцки революционер, деец на гръцката въоръжена пропаганда в Македония.

## Биография
Теодосий Ганчов е роден в петричкото гъркоманско село Старчево, тогава в Османската империя. Присъединява се към гръцката пропаганда в борбата ѝ с българските чети на ВМОРО и ВМОК. Става четник в гръцка чета. Още от 1903 година Старчево е подложено на нападенията на четата на Дончо Златков. През декември 1904 година четата на Дончо войвода напада селото и принуждава селяните да предадат гръцките учители Фотини Пападимитриу и Андонис Плумис. Селото обаче е спасено от намесата на османски части. На 5 юли 1905 година в Старчево нахлува четата на Петров и избива прогръцките първенци. След това нападение Ганчов организира местна гъркоманска чета, в която влизат Димитър Смилянски (Δημήτριος Σμηλιάντης), Пандо Киряков (Παντελής Κυριακού), Ангел Пасхалев (Άγγελος Πασχάλης), Давид Вакуфчев (Δαβίδ Βακουφτσής), Петър Богоричев (Πέτρος Μπογορίτσης) и Илия Богоричев (Ηλίας Μπογορίτσης) от Старчево, както и петричаните Иван Белевеслев (Ιωάννης Μπελεβεσλής), Петър Перингов (Πέτρος Περίγγος), Иван Рафтов (Ιωάννης Ραφτόπουλος) и Никола Капетанов (Νικόλαος Καπετανόπουλος) от Ветрен. Ганчов влиза в контакт с гръцкото консулство в Сяр, което го снабдява с оръжие.
Четата му действа в Мелнишко, Неврокопско, Валовищко и Струмишко до Младотурската революция в 1908 година, след която се легализира. В 1909 година обаче след възстановяването на въоръжената борба на ВМОРО, Ганчов отново оглавява чета. Действа заедно с капитаните Стерьос Влахвеис от Долна Джумая, Дукас Дукас от Сяр, Александрос Айвалиотис от Айвалък, Димитриос Цицимис от Струмица и Христо Капитанчето от Ветрен.